# Kacper Kozłowski
Kacper Kozłowski, född den 7 december 1986 i Olsztyn, är en polsk friidrottare som tävlar i kortdistanslöpning.
Kozłowski deltog tillsammans med Marek Plawgo, Daniel Dąbrowski och Marcin Marciniszyn i det polska stafettlaget på 4 x 400 meter vid VM i Osaka 2007 där laget slutade på en bronsplats efter USA och Bahamas. 